# М'яч і серце
«М'яч і серце» (інша назва: «Навіть не однофамілець») — радянський німий комедійний кінофільм, знятий Борисом Юрцевим і Костянтином Юдіним на кіностудії «Мосфільм» в 1935 році. Фільм не зберігся.

## Сюжет
Напередодні вирішального матчу з футболу між командами «Ковадло» і «Молот» Олександр Савченко, капітан останньої команди, закохується в робітницю дитячого садка Олександру Савченко. 

## У ролях
- Галина Сергєєва —  Олександра Савченко
- Петро Соболевський —  Олександр Савченко
- Тетяна Баришева —  завідуюча дитбудинком
- Олександр Антонов —  начальник пожежної команди
- Андрій Тутишкін —  листоноша
- Микола Хрящиков —  комсомолець
- Костянтин Юдін —  футбольний арбітр
- С. Макутонін —  Колька, уболівальник
- Є. Садікова — епізод
- В. Медовик — епізод

## Знімальна група
- Режисери: Борис Юрцев, Костянтин Юдін
- Сценаристи: Іван Вершинін, Л. Лукацький
- Оператор: Олександр Брантман
- Художники: Володимир Єгоров, Віктор Пантелєєв